# Sanshin

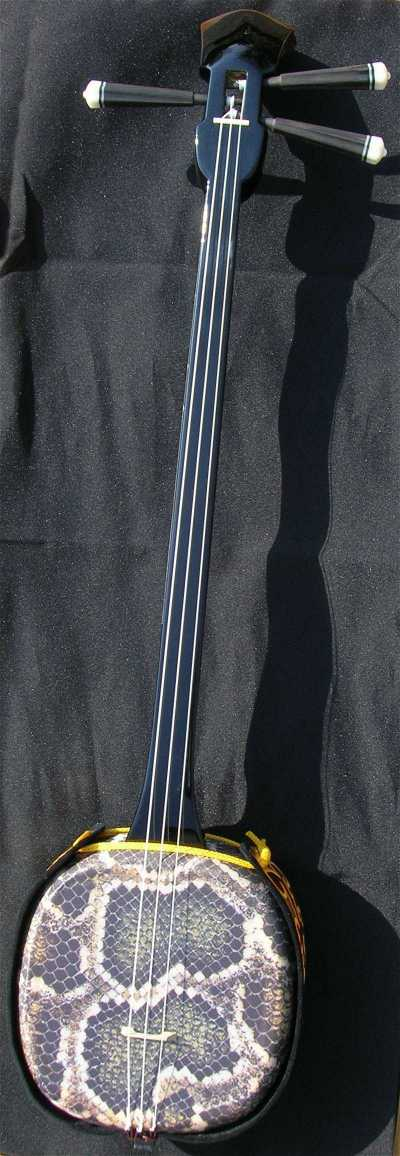
En sanshin

Sanshin (三 线), "tre strängar", är ett musikinstrument från Okinawa och föregångare till den japanska shamisen. Ofta liknad vid en banjo, består den av en ormskinnstäckt kropp, hals och tre strängar.
Dess nära likhet i både utseende och namn med den kinesiska sanxian antyder dess kinesiska ursprung. Det gamla Kungariket Ryūkyū hade mycket nära band med Kina och på 1600-talet nådde sanshinen den japanska handelshamnen Sakai i Osaka. På japanska fastlandet utvecklades den snart till den större shamisen.
Sanshinen har fem stämningar som på japanska kallas chindami (ちんだみ).